# 阿兹丽娜·玛兹哈
阿兹丽娜·玛兹哈·哈基姆·玛兹哈（1979年9月23日—）是马来西亚电视台TV3前新闻记者。他也是前阿兹丽娜·玛兹哈王后（Pengiran Isteri Azrinaz Mazhar）和文莱第29任苏丹哈桑纳尔·博尔基亚的第三任妻子。

## 教育和记者生涯
阿兹丽娜·玛兹哈，又名纳兹（Naz），于1997年毕业于马来西亚媒体综合学院（MIIM）的广播文凭课程。1999年，她担任TV3电视台的广播记者主管。她曾参与TV3电视台的《早间新闻》（Buletin Pagi TV3）、《突发新闻》（Berita Terkini）和《下午1点半新闻》（Buletin 1.30）的报道。
她于2000年荣获TV3电视台的“希望之星”（Wartawan Harapan）称号，并于2002年荣获MIIM校友奖。她于2005年5月离开TV3电视台。

## 与文莱苏丹结婚
2004年11月，阿兹丽娜在2004年智利APEC峰會结识了文莱苏丹哈桑纳尔·博尔基亚。2005年8月20日，她与文莱苏丹哈桑纳尔·博尔基亚在马来西亚吉隆坡的文莱苏丹皇宫举行了一场私人婚礼，亲朋好友均出席了婚礼。这场婚礼一直被严格保密，直到很久以后才由一位宾客透露给媒体。之后，她成为了国王的第三任妻子。她被授予“王妃殿下”（Duli Yang Teramat Mulia Paduka Seri Pengiran Isteri）的称号，即“阿兹丽娜·玛兹哈”（Azrinaz Mazhar）。2006年6月1日，她生下了阿布杜·瓦基尔王子。虽然她怀孕的消息也一直保密，不过努鲁伊曼皇宫附近鸣放了21响礼炮，庆祝新王诞生。2008年1月28日，她生下了阿布杜·凯恩兹公主。 2010年6月16日，文莱苏丹特别宣布与阿兹丽娜离婚。文莱苏丹宣布离婚后，她的王室头衔、国家勋章和荣誉勋章均被撤销，但她的子女仍保留其头衔。

## 离婚后的生活

### 从商
随着阿兹丽娜与文莱苏丹哈桑纳尔离婚，她返回马来西亚从商。2013年6月21日，她成为电讯服务供应商Clixster Mobile私人有限公司董事。惟于2015年9月1日，因公司业务不佳，她变辞去了该职位。
她曾与马来西亚商人万·多约谈过一次恋情，他们已于2016年10月分手。其后，她下定决心开始戴上头巾。

### 再婚
2017年，阿兹丽娜与菲洛（Fairos Khan Abdul Hamid）重新联系并交往，他们是在第三电视工作时认识。2018年5月1日，他们宣布结婚。他们的结婚仪式在女方家举行，家人和亲朋好友出席了婚礼。2019年9月15日，她生下了一个女儿（阿蕾西亚·马莱卡）。2021年3月26日，她生下了另一个女儿（阿西拉·梅迪纳）。

## 儿女
她有一子三女，其中一子一女是与文莱苏丹哈桑纳尔·博尔基亚所生，另外两个女儿是与菲洛所生。
| 姓名              | 生日          | 出生地                 | 年龄 |
| ----------------- | ------------- | ---------------------- | ---- |
| 阿布杜·瓦基尔王子 | 2006年6月1日  | 努鲁伊曼皇宫           | 19   |
| 阿布杜·凯恩兹公主 | 2008年1月28日 | 努鲁伊曼皇宫           | 17   |
| 阿蕾西亚·马莱卡   | 2019年9月15日 | 马来西亚吉隆坡鹰阁医院 | 5    |
| 阿西拉·梅迪纳     | 2021年3月26日 | 马来西亚吉隆坡鹰阁医院 | 4    |

## 荣誉
她曾荣获：

### 文莱
- 王室成员王冠勋章（英语：Royal Family Order of the Crown of Brunei）（Recipient of the Royal Family Order of the Crown of Brunei）（2005年8月20日至2010年6月16日）

### 其他荣誉
- 约旦  大绶级复兴杰出勋章（英语：Supreme Order of the Renaissance）（2008年5月13日）[7][8]